# 德國國防軍陸軍第346步兵師
德國國防軍陸軍第346步兵師（德語：346. Infanterie-Division）是納粹德國國防軍陸軍的一個摩托化步兵師。該師於1942年9月組建。
該師組建後，一直在西線作戰。
該師於1944年8月在法萊斯口袋被殲，同年12月重建，並繼續在西線作戰。
該師最後於1945年4月在阿纳姆向英軍投降。

## 註腳
1. ↑  Mitcham（2007年）